# Liste der Kulturdenkmale auf dem Weißen Hirsch
In der Liste der Kulturdenkmale auf dem Weißen Hirsch umfasst die Kulturdenkmale der Dresdner Gemarkung Weißer Hirsch.
Die Anmerkungen sind zu beachten.
Diese Liste ist eine Teilliste der Liste der Kulturdenkmale in Dresden. 

Diese Liste ist eine Teilliste der Liste der Kulturdenkmale in Sachsen.

## Legende
- Bild: Bild des Kulturdenkmals, ggf. zusätzlich mit einem Link zu weiteren Fotos des Kulturdenkmals im Medienarchiv Wikimedia Commons. Wenn man auf das Kamerasymbol klickt, können Fotos zu Kulturdenkmalen aus dieser Liste hochgeladen werden:
- Bezeichnung: Denkmalgeschützte Objekte und ggf. Bauwerksname des Kulturdenkmals
- Lage: Straßenname und Hausnummer oder Flurstücknummer des Kulturdenkmals. Die Grundsortierung der Liste erfolgt nach dieser Adresse. Der Link (Karte) führt zu verschiedenen Kartendiensten mit der Position des Kulturdenkmals. Fehlt dieser Link, wurden die Koordinaten noch nicht eingetragen. Sind diese bekannt, können sie über ein Tool mit einer Kartenansicht einfach nachgetragen werden. In dieser Kartenansicht sind Kulturdenkmale ohne Koordinaten mit einem roten bzw. orangen Marker dargestellt und können durch Verschieben auf die richtige Position in der Karte mit Koordinaten versehen werden. Kulturdenkmale ohne Bild sind an einem blauen bzw. roten Marker erkennbar.
- Datierung: Baubeginn, Fertigstellung, Datum der Erstnennung oder grobe zeitliche Einordnung entsprechend des Eintrags in der sächsischen Denkmaldatenbank
- Beschreibung: Kurzcharakteristik des Kulturdenkmals entsprechend des Eintrags in der sächsischen Denkmaldatenbank, ggf. ergänzt durch die dort nur selten veröffentlichten Erfassungstexte oder zusätzliche Informationen
- ID: Vom Landesamt für Denkmalpflege Sachsen vergebene, das Kulturdenkmal eindeutig identifizierende Objekt-Nummer. Der Link führt zum PDF-Denkmaldokument des Landesamtes für Denkmalpflege Sachsen. Bei ehemaligen Kulturdenkmalen können die Objektnummern unbekannt sein und deshalb fehlen bzw. die Links von aus der Datenbank entfernten Objektnummern ins Leere führen. Ein ggf. vorhandenes Icon  führt zu den Angaben des Kulturdenkmals bei Wikidata.

## Denkmalliste
| Bild                                    | Bezeichnung | Lage                                                                      | Datierung                                                                                     | Beschreibung | ID       |
| --------------------------------------- | --- | ------------------------------------------------------------------------- | --------------------------------------------------------------------------------------------- | --- | -------- |
| Direkt Bild zu diesem Denkmal hochladen | Denkmalschutzgebiet Weißer Hirsch/Oberloschwitz | (Karte)                                                                   |                                                                                               | geschichtliche, künstlerische, städtebauliche, landschaftsgestalterische und siedlungsgeschichtliche Bedeutung (in Kraft gesetzt am 28. März 1997). | 09306461 |
|                                         | Konzertplatz Weißer Hirsch | (Karte)                                                                   | 1900 (Freilichtbühne)                                                                         | Anlage mit Bühnenmuschel, Terrasse und Stützmauern; Bühnenmuschel einschl. Unterbau, Terrasse ist halbrund und überdacht, baugeschichtlich und ortsgeschichtlich bedeutend | 09217014 |
|                                         | Denkstein Verschönerungsverein Weißer Hirsch und Oberloschwitz | (Karte)                                                                   | um 1876 (Denkmal)                                                                             | Denkmal und Sitzbänke; großer Findling einschl. Inschrift und seitlich angefügte gerundete Sitzbänke, ortsgeschichtlich bedeutend | 09217736 |
| Weitere Bilder                          | Sachgesamtheit Waldfriedhof Weißer Hirsch mit mehreren Einzeldenkmalen | Am Heiderand 10 (Karte)                                                   | 1898 (Waldfriedhof)                                                                           | Sachgesamtheit Waldfriedhof Weißer Hirsch mit folgenden Einzeldenkmalen: Kapelle, Kriegerdenkmal am Haupteingang, denkmalwerten Grabstätten, Gedenkstätte für die Opfer des 13. Februars 1945 im Grabfeld WH L, Grufthaus Johann Carl Müller, »Gottesbrünnlein«, Urnenhang/Terrassenanlage mit Stützmauer inklusive Urnennischen, Geländer und Treppenanlagen, Einfriedungsmauer einschließlich Toranlagen, Torpfeiler, Ziergitter- und Holztoren (ID-Nr. 09211646), Friedhof in seiner gewachsenen funktionellen und gestalterischen Einheit mit gliederndem Wegesystem, Struktur- und raumbildender Bepflanzung, sowie außerhalb der Friedhofsmauer befindlicher Grünstreifen an der Straße (Achtungsstreifen) (Gartendenkmal); Anlage ortsgeschichtlich und personengeschichtlich sowie gartenkünstlerisch bedeutend, mit Erinnerungswert, zudem in Teilen künstlerisch wertvoll | 09306022 |
| Weitere Bilder                          | Einzeldenkmal der Sachgesamtheit Waldfriedhof Weißer Hirsch: Kapelle, Kriegerdenkmal am Haupteingang, denkmalwerte Grabstätten (Einzeldenkmal zu ID-Nr. 09306022) | Am Heiderand 10 (Karte)                                                   | 1937-1938 (Urnenhanganlage), 1898 (Friedhofskapelle), 1904 (Grufthaus), 1925 (Kriegerdenkmal) | Einzeldenkmal der Sachgesamtheit Waldfriedhof Weißer Hirsch: Kapelle, Kriegerdenkmal am Haupteingang, denkmalwerte Grabstätten, Gedenkstätte für die Opfer des 13. Februars 1945 im Grabfeld WH L, Grufthaus Johann Carl Müller, »Gottesbrünnlein«, Urnenhang/Terrassenanlage mit Stützmauer inklusive Urnennischen, Geländer und Treppenanlagen, Einfriedungsmauer einschließlich Toranlagen, Torpfeilern, Ziergitter- und Holztoren; Anlage ortsgeschichtlich und personengeschichtlich sowie gartenkünstlerisch bedeutend, mit Erinnerungswert, zudem in Teilen künstlerisch wertvoll | 09211646 |
| Weitere Bilder                          | Villa Zietz | Am Hochwald 1 (Karte)                                                     | 1910-1911, bezeichnet 1911 (Fabrikantenvilla)                                                 | Villa mit Nebengebäude, Torpfeilern, Garten und massiven Teilen der Einfriedung; Villengebäude dominiert von polygonalem Eckturm, Volutengiebeln und Eingangsvorbau mit Zierfachwerk, dazu diverser Zierrat, Nebengebäude als Garage oder Remise mit Wohnung genutzt, charakteristisches Anwesen der Reformarchitektur Anfang des 20. Jahrhunderts mit Anklängen an englischen Cottagestil, geschaffen von Max Herfurt, zugleich repräsentativ und durch stilisierte historistische Gestaltungselemente herausgehoben, baugeschichtlich und künstlerisch bedeutend. | 09211643 |
|                                         | Villa Reichhardt | Am Hochwald 2 (Karte)                                                     | 1910-1911 (Villa)                                                                             | Villa mit Nebengebäude und Einfriedung; prächtiger, historisierender Villenbau mit Putzfassade, hohes Mansardwalmdach und repräsentativem Eingangsbereich, Neobarock, baugeschichtlich und stadtentwicklungsgeschichtlich bedeutend | 09211644 |
|                                         | Haus Gäbler | Am Hochwald 4 (Karte)                                                     | 1936 (Villa)                                                                                  | Villa; markanter traditionell gestalteter Bau der 1930er Jahre mit Putzfassade und Walmdach, Belebung durch Klappläden, Fledermausgaupen und Rundfenster, baugeschichtlich bedeutend, wohl auch künstlerisch von Belang | 09211645 |
| Weitere Bilder                          | Kath. Pfarrkirche St. Hubertus | Am Hochwald 8 (Karte)                                                     | 1937 (Kirche)                                                                                 | Kirche mit Ausstattung; Gotteshaus aus abgestuftem Turm, Schiff, Chor und Sakristei, schlichter, traditioneller Kirchenbau im Sinne des Heimatschutzes, baugeschichtlich und künstlerisch bedeutend | 09211744 |
| Weitere Bilder                          | Sachgesamtheit Lahmanns Sanatorium mit Einzeldenkmalen | Bautzner Landstraße (Karte)                                               | 1866-1867 (Sanatorium), um 1900 (Sanatorium)                                                  | Sachgesamtheit Lahmanns Sanatorium mit den Einzeldenkmalen: Männerbad/Herrenbad, Damenbad/Badehaus (Frieda-Bad) und Wandelgang, Heinrichshof, Pensionshaus, Haupthaus, Inhallatorium, Hirschhaus, Damenmassage, Doktorhaus, alte Eingangshalle, Bibliothek/Garderobe (Gesellschaftshaus), alter und neuer Speisesaal, Glashalle, Herrenmassage, Wandelgang; gesamte Anlage vor allem baugeschichtlich und ortsgeschichtlich sowie künstlerisch bedeutend, zudem singulär. | 09303837 |
| Weitere Bilder                          | Einzeldenkmale der Sachgesamtheit Lahmanns Sanatorium: Pensionshaus, Haupthaus einschl. Pergola, Damenmassage, Eingangshalle, Gesellschaftshaus, alter Speisesaal, neuer Speisesaal, Glashalle, Herrenmassage, Wandelgang, Heizhaus und Wirtschaftsgebäude (Einzeldenkmale zu ID-Nr. 09303837) | Bautzner Landstraße (Karte)                                               | 1912 (Sanatoriumsteil), 1913 (Sanatoriumsteil)                                                | Einzeldenkmale der Sachgesamtheit Lahmanns Sanatorium: Pensionshaus, möglicherweise so genanntes Dresdner Haus (1892), Poststube/Büroräume (um 1910), Haupthaus mit straßenseitigem Anbau einschl. Pergola (1892 u. nach 1900), Damenmassage, alte Eingangshalle (um 1910), Bibliothek/Garderobe (Gesellschaftshaus), alter Speisesaal (1904), neuer Speisesaal (1907), Glashalle, Herrenmassage, Wandelgang zur Bautzner Landstraße (1912), Heizhaus und Wirtschaftsgebäude; große ehemalige Kureinrichtung am Rand der Dresdner Heide, bestehend aus einer Vielzahl unterschiedlicher Gebäude, historisierend (vor allem Neurenaissance und Schweizerstil) oder im Jugendstil, gesamte Anlage vor allem baugeschichtlich und ortsgeschichtlich sowie künstlerisch bedeutend, zudem singulär.                                                                                      | 09211651 |
|                                         | Mietshaus in offener Bebauung und Ecklage | Bautzner Landstraße 4 (Karte)                                             | 1895 (Mietshaus)                                                                              | zeittypischer, historisierender Wohnbau von 1895, schlichte Putzfassade mit Natursteingliederung, Putznutung und Holzveranden, baugeschichtlich und stadtentwicklungsgeschichtlich bedeutend | 09211678 |
|                                         | Neues Kurhaus; Hotel Kurhaus; Parklichtspiele | Bautzner Landstraße 6 (Karte)                                             | 1895 (Wohn- und Geschäftshaus)                                                                | Wohn- und Geschäftshaus bzw. Wohn- und Restaurationsgebäude mit Saalanbau; auch Hotel, mit Ladeneinbauten, zeittypischer, repräsentativer und historisierender Putzbau mit Zierfachwerk, verbretterten Giebeln und Erkern, baugeschichtlich und ortsgeschichtlich bedeutend, straßenbildprägend. | 09211725 |
| Weitere Bilder                          | Hirschenhaus; Kurhaus (früher Kurhaus Weißer Hirsch) | Bautzner Landstraße 6a (Karte)                                            | 1756 (Herrenhaus), 1874-1875 (Kurhaus)                                                        | Kurhaus; langgestreckter Bau, im Erdgeschoss heute Geschäfte, mit einfacher Putzfassade, historisierender Gliederung und ausgebautem Mansarddach, das ältere Gebäude blieb als neunachsiger Mittelteil erhalten, an beiden Seiten wurde es um vier Achsen verlängert, Haupteingang als Portal mit Säulen, Gebälk und Skulptur des weißen Hirsches gestaltet, ältestes erhaltenes Gebäude vom Weißen Hirsch, baugeschichtlich und ortsgeschichtlich bedeutend, straßenbildprägend | 09211729 |
| Weitere Bilder                          | Hotel Esplanade; Parkhotel | Bautzner Landstraße 7 (Karte)                                             | 1912-1914 (Hotel)                                                                             | Hotel mit mehreren Ballsälen; repräsentatives Gebäude mit Anklängen an strengen Jugendstil und Neue Sachlichkeit, langgestreckter Komplex mit Arkadenmotiv im Erdgeschoss, die Säle im Inneren zum Teil mit Emporen und Spiegelwänden, bemerkenswerte Jugendstilfenster, Anwesen baugeschichtlich und ortsgeschichtlich sowie künstlerisch bedeutend, straßenbildprägend; nach Plänen von Johannes Kraaz für Jacques Bettenhausen errichtetes Hotel, das im Dezember 1914 eröffnet wurde. | 09211726 |
| Weitere Bilder                          | Wohn- und Geschäftshaus in geschlossener Bebauung | Bautzner Landstraße 8 (Karte)                                             | 1908 (Wohn- und Geschäftshaus)                                                                | gestalterisch anspruchsvoller Bau der Reformarchitektur nach 1900, versachlicht, mit Akzente setzendem Schmuck, Entwurf von Max Herfurt, einem der interessantesten Dresdner Architekten der damaligen Zeit, Teil des Geschäftszentrums des Villenstadtteils Weißer Hirsch, baugeschichtlich und künstlerisch bedeutend | 09211665 |
| Weitere Bilder                          | Ludwig-Küntzelmann-Denkmal | Bautzner Landstraße 8 (vor) (Karte)                                       | 1883 (Denkmal)                                                                                | Gedenkstein mit Bronzerelief, dazu Freiraumgestaltung und Einfriedungszaun; von ortshistorischer Bedeutung; errichtet im Gedenken an Ludwig Küntzelmann. | 09216779 |
| Weitere Bilder                          | Mietshaus in geschlossener Bebauung | Bautzner Landstraße 9 (Karte)                                             | 1903-1904 (Mietshaus)                                                                         | repräsentativer Bau der Reformarchitektur nach 1900 mit Jugendstilelementen, Arkaden im Erdgeschoss und große Loggien, Akzente setzender, sparsamer Dekor, Teil des Geschäftszentrums des Villenstadtteils Weißer Hirsch, baugeschichtlich und stadtentwicklungsgeschichtlich bedeutend | 09211727 |
| Weitere Bilder                          | Wohn- und Geschäftshaus in geschlossener Bebauung | Bautzner Landstraße 10 (Karte)                                            | 1905 (Wohn- und Geschäftshaus)                                                                | Bau mit Anklängen an die Reformstilarchitektur mit historisierenden Motiven und versachlichten Jugendstilelementen, mit aufwändig geschmückten, mehrgeschossigen Erkern, diese mit geschweiften Giebeln, Dachreiter, ästhetisch anspruchsvoller Bau, Teil des Geschäftszentrums des Villenstadtteils Weißer Hirsch, stadtentwicklungsgeschichtlich, baugeschichtlich und künstlerisch bedeutend | 09211733 |
| Weitere Bilder                          | Mietshaus in geschlossener Bebauung | Bautzner Landstraße 11 (Karte)                                            | bezeichnet 1898 (Mietshaus)                                                                   | mit Läden, zeittypischer Klinker-Werksteinbau von 1898 mit historisierenden Elementen, Teil des Geschäftszentrums des Villenstadtteils Weißer Hirsch, stadtentwicklungsgeschichtlich und baugeschichtlich bedeutend | 09211728 |
|                                         | Mietshaus in geschlossener Bebauung | Bautzner Landstraße 11b (Karte)                                           | 1905 (Mietshaus)                                                                              | mit Laden, schlichter Putzbau im Stil der Reformarchitektur nach 1900, geprägt von Erker und verschiefertem Zwerchhaus, Teil des Geschäftszentrums des Villenstadtteils Weißer Hirsch, stadtentwicklungsgeschichtlich und baugeschichtlich bedeutend | 09211731 |
| Weitere Bilder                          | Mietshaus in Ecklage und halboffener Bebauung | Bautzner Landstraße 15 (Karte)                                            | 1903-1905 und bezeichnet 1904 (Mietshaus)                                                     | mit Läden, äußerst repräsentativer Putzbau mit Natursteingliederung, Lage durch platzbildprägenden Eckturm betont, malerisch-bewegter Aufriss mit Jugendstilornamentik, Teil des Geschäftszentrums des Villenstadtteils Weißer Hirsch, baugeschichtlich und stadtentwicklungsgeschichtlich von Wert. Archtekt: Ferdinand Schäffer. | 09211732 |
| Weitere Bilder                          | Villa Stange und Rathauspark; später Gemeindeamt Weißer Hirsch | Bautzner Landstraße 17 (Karte)                                            | 1873 (Villa), 1903 (Villa), 1912 (Kurpark)                                                    | Villa und Kurpark; zeitweilig Gemeindeamt (Rathaus) des Ortsteils, mit seinem vergleichsweise schmucklosen Baukörper und dem hohen, vielgestaltigen Dach markantes Beispiel für die Reformarchitektur nach 1900, Rathauspark als typische Kuranlage gestaltete regelmäßige Anlage, ortsgeschichtlich und baugeschichtlich bedeutend. Die alte Villa von 1873 war Eigentum und Wohnort des russischen Staatsrats und Mäzens Nicolaus Stange (1819–1902), der diese bis zu seinem Tode bewohnte. Der Ersatzbau von 1903, wurde von 1905 bis 1921 als Rathaus Weißer Hirsch genutzt, jetzt Ärztehaus. | 09211773 |
| Weitere Bilder                          | Neue Lesehalle; Trinkkurhalle; Chinesischer Pavillon | Bautzner Landstraße 17a (Karte)                                           | 1910-1911 (Ausstellungspavillon), 1912, Zweitnutzung (Trinkhalle)                             | Lese- und Trinkkurhalle mit Außenanlagen (siehe Bautzner Landstraße 17, ID-Nr. 09211773); in chinesischen Bauformen gestalteter Pavillon, der während der 1. Internationalen Hygieneausstellung 1911 am Stübelplatz stand und dort als chinesischer Staatspavillon genutzt worden war, geschichtlich und künstlerisch bedeutend. | 09211652 |
|                                         | Mietshaus in geschlossener Bebauung | Bautzner Landstraße 18 (Karte)                                            | bezeichnet 1898 (Mietshaus)                                                                   | mit Läden, zeittypischer, historisierender Bau mit Putz-Werkstein-Fassade von 1898, dominiert von Mittelrisalit und Schweifgiebel, Teil des Geschäftszentrums des Villenstadtteils Weißer Hirsch, baugeschichtlich und stadtentwicklungsgeschichtlich bedeutend | 09211661 |
| Weitere Bilder                          | Wohn- und Geschäftshaus mit Laden in halboffener Bebauung | Bautzner Landstraße 20 (Karte)                                            | 1902 (Wohn- und Geschäftshaus)                                                                | Fleischerladen mit originaler Ausstattung, charakteristischer historisierender Bau mit Klinker-Werkstein-Fassade um 1900, Teil des Geschäftszentrums des Villenstadtteils Weißer Hirsch, baugeschichtlich und stadtentwicklungsgeschichtlich bedeutend | 09211660 |
|                                         | Villa Wettin; Villa Wollin | Bautzner Landstraße 21 (Karte)                                            | um 1910 (Mietvilla)                                                                           | Mietvilla; repräsentativer Villenbau in zeittypischer Reformstilarchitektur mit hohem Mansardwalmdach und sparsam eingesetzten Dekor der Putzfassade, prägend die runden Erker an den Ecken des Gebäudes, baugeschichtlich bedeutend und als Teil des Villenstadtteils Weißer Hirsch stadtentwicklungsgeschichtlich von Belang | 09211734 |
|                                         | Postamt Weißer Hirsch (ehem.) | Bautzner Landstraße 23 (Karte)                                            | 1914 (Post)                                                                                   | Ehemaliges Postamt; repräsentatives, historisierendes Gebäude mit zeittypischer Putz-Werkstein-Fassade und hohem Mansardwalmdach, Teil des Geschäftszentrums des Villenstadtteils Weißer Hirsch, baugeschichtlich und stadtentwicklungsgeschichtlich bedeutend | 09211735 |
|                                         | Mietshaus in halboffener Bebauung | Bautzner Landstraße 24 (Karte)                                            | 1912-1913 (Mietshaus)                                                                         | mit Läden, gestalterisch qualitätvoller Bau der Reformarchitektur um 1910, stark versachlicht, von Max Herfurt, einem der interessantesten Dresdner Architekten der damaligen Zeit, Teil des Geschäftszentrums des Villenstadtteils Weißer Hirsch, baugeschichtlich und stadtentwicklungsgeschichtlich bedeutend | 09211749 |
|                                         | Hintergebäude | Bautzner Landstraße 25 (Karte)                                            | 1898 (Hinterhaus)                                                                             | kleines Gebäude mit schlichter Putzfassade, geprägt von Mittelrisalit mit ausgefallenem Treppengiebel, baugeschichtlich und stadtentwicklungsgeschichtlich von Bedeutung | 09216700 |
|                                         | Mietshaus in geschlossener Bebauung | Bautzner Landstraße 26 (Karte)                                            | Anfang 20. Jh. (Mietshaus)                                                                    | mit Laden, charakteristischer, historisierender Bau mit Klinker-Werkstein-Fassade und Jugendstileinflüssen, geprägt von Erker und hohem Mansarddach, Teil des Geschäftszentrums des Villenstadtteils Weißer Hirsch, baugeschichtlich und stadtentwicklungsgeschichtlich bedeutend | 09211748 |
|                                         | Villa Daheim | Bautzner Landstraße 27 (Karte)                                            | 1893-1896 und bezeichnet 1896 (Villa)                                                         | Villa; charakteristischer, historisierender Villenbau mit Putzfassade und Natursteingliederung, geprägt von Mittelrisalit mit Schwebegiebel und verglasten Holzloggien, als Teil des Villenstadtteils Weißer Hirsch stadtentwicklungsgeschichtlich und baugeschichtlich bedeutend | 09211736 |
|                                         | Mietshaus in geschlossener Bebauung | Bautzner Landstraße 28 (Karte)                                            | 1909 (Mietshaus)                                                                              | mit Läden, zeittypischer, sachlicher Bau im Reformstil, Putzfassade geprägt von sparsamen Dekor und Erkern, Teil des Geschäftszentrums des Villenstadtteils Weißer Hirsch, baugeschichtlich und stadtentwicklungsgeschichtlich bedeutend | 09211747 |
| Weitere Bilder                          | Villa Saxonia | Bautzner Landstraße 29 (Karte)                                            | um 1895 (Villa)                                                                               | Villa mit Nebengebäude und Einfriedung; repräsentativer, historisierender Putzbau der Jahrhundertwende, geprägt von Mittelrisalit mit dominierendem Giebel, Erker und verglasten Loggien, baugeschichtlich und stadtentwicklungsgeschichtlich bedeutend | 09211737 |
|                                         | Villa | Bautzner Landstraße 37 (Karte)                                            | 1880 (Villa)                                                                                  | zeittypischer Villenbau von 1880 mit Putzfassade und historisierenden Natursteinelementen, geprägt von Mittelrisalit mit Schwebegiebel, baugeschichtlich und stadtentwicklungsgeschichtlich bedeutend | 09211738 |
| Weitere Bilder                          | Villa Tusculum | Bautzner Landstraße 39 (Karte)                                            | um 1880 (Villa)                                                                               | Villa; kleiner, charakteristischer Villenbau um 1880 mit schlichter Putzfassade und historisierenden Natursteinelementen, dominiert von verglasten Loggien, baugeschichtlich und stadtentwicklungsgeschichtlich bedeutend | 09211739 |
|                                         | Villa | Bautzner Landstraße 43 (Karte)                                            | um 1880 (Villa)                                                                               | schlichter, zeittypischer Villenbau um 1880 mit Putzfassade und historisierenden Natursteinelementen, baugeschichtlich und stadtentwicklungsgeschichtlich bedeutend | 09211740 |
| Weitere Bilder                          | Mietvilla mit Einfriedung | Bautzner Landstraße 51 (Karte)                                            | 1899 (Mietvilla)                                                                              | repräsentativer, historisierender Bau, Anklänge an Schweizerhausstil, mit Putzfassade und Natursteinelementen, geprägt von Mittelrisalit und Schwebegiebel, verglaste Holzloggien, baugeschichtlich und stadtentwicklungsgeschichtlich bedeutend | 09211741 |
| Weitere Bilder                          | Mietvilla mit Einfriedung in Ecklage | Bautzner Landstraße 53 (Karte)                                            | bezeichnet 1902 (Mietvilla)                                                                   | repräsentativer Wohnbau aus dem Anfang des 20. Jahrhunderts noch im sog. "Altdeutschen Stil" mit Zierfachwerk, das die Risalite an der Vorder- und Seitenfront sowie das letzte Obergeschoss belebt, dominierend der polygonale Eckturm mit Zwiebelhaube, baugeschichtlich und stadtentwicklungsgeschichtlich bedeutend, wohl auch künstlerisch von Belang | 09211742 |
| Weitere Bilder                          | Forsthaus Weißer Hirsch (ehem.) | Bautzner Landstraße 55 (Karte)                                            | um 1900 (Forsthaus)                                                                           | Anlage aus zwei Gebäudekomplexen; Hauptgebäude über annähernd T-förmigem Grundriss mit ehemaligen Amtsräumen, seitlicher Bau mit Stalltrakt und Schuppen, charakteristisches Forstgebäude, baugeschichtlich und ortsgeschichtlich bedeutend | 09211647 |
| Weitere Bilder                          | Haus Heideröslein | Bautzner Landstraße 57 (Karte)                                            | 1912 (Wohnhaus)                                                                               | Wohnhaus in Ecklage; zweigeschossiger Putzbau, Ecklage durch holzverschaltes Türmchen betont, offenbar als »Automobilgarage« mit Chauffeur-Wohnung errichtet, später eingeschossiger Anbau, baugeschichtlich und stadtentwicklungsgeschichtlich bedeutend | 09211648 |
|                                         | Villa mit Einfriedung, Pforte und Toreinfahrt | Collenbuschstraße 2 (Karte)                                               | 1898-1899 (Villa)                                                                             | prachtvoller Villenbau mit Putzfassade in reizvoller Gestaltung und vielgestaltigen Anbauten (Windfang, Erker, Balkon, Loggia), neoklassizistische Gliederungselemente, Belebung durch Jugendstilmotive im Bereich der Anbauten, baugeschichtlich bedeutend und als Teil des Weißen Hirschs stadtentwicklungsgeschichtlich von Belang | 09211687 |
|                                         | Mietvilla mit Einfriedung in Ecklage | Collenbuschstraße 11 (Karte)                                              | 1911 (Mietvilla)                                                                              | herrschaftlicher Bau der Reformstilarchitektur um 1910 von Schilling & Graebner, mit schlichter Putzfassade und hohem Mansarddach, belebt durch halbrunden Erker, Dachhaus mit Attikazone und verglaste Anbauten, baugeschichtlich bedeutend und als Teil des Villenstadtteils Weißer Hirsch stadtentwicklungsgeschichtlich von Belang | 09211669 |
|                                         | Villa Sophie | Collenbuschstraße 16 (Karte)                                              | 1912-1913 (Mietvilla)                                                                         | Mietvilla mit Teilen der Einfriedung sowie Garage; zeittypischer Bau im Reformstil um 1910 mit Putzfassade und hohem Mansarddach, diverse Erker, Balkone und Loggien, Akzente durch Zierfachwerk und Holzklappläden, von dem lokal bedeutenden Architekten Max Herfurt, baugeschichtlich bedeutend und als Teil des Villenstadtteils Weißer Hirsch stadtentwicklungsgeschichtlich von Belang | 09211670 |
|                                         | Landhaus Kruse | Collenbuschstraße 18 (Karte)                                              | 1910-1911 (Villa)                                                                             | Villa mit Teil der Einfriedung; markanter neobarocker Bau, eingeschossig, mit hohem Souterrain, ausgebautem Mansarddach und vorgelagerter halbrunder, bedachter Terrasse mit repräsentativer Säulenarkatur, weiterer Akzent durch straßenseitigen Giebel, anspruchsvoller Wohnbau der Reformarchitektur nach 1900, Bau des lokal bedeutsamen Architekten Rudolf Kolbe (1873–1947), baugeschichtlich und künstlerisch bedeutend. | 09211668 |
|                                         | Miethingsches Haus | Collenbuschstraße 19 (Karte)                                              | 1882 (Villa)                                                                                  | Villa in Ecklage mit Gartenhaus, zwei Lauben, Schalenbrunnen, Garten und Einfriedung; zeittypisches Villenanwesen von 1882, geprägt von belebter Dachgestaltung, Veranda mit Verglasung im Jugendstil und mit hölzerner Brüstung für Laufebene darüber, baugeschichtlich bedeutend, als Teil des Villenstadtteils Weißer Hirsch stadtentwicklungsgeschichtlich von Belang | 09211712 |
|                                         | Mietvilla mit Einfriedung | Collenbuschstraße 21 (Karte)                                              | 1888-1889 (Mietvilla)                                                                         | historisierender Bau, Anklänge an Schweizerhausstil, Putzfassade geprägt von Zierfachwerk, Ansicht belebt durch Schwebegiebel und teilweise verglaste, aufwendige Holzbalkone, baugeschichtlich bedeutend und als Teil des Villenstadtteils Weißer Hirsch stadtentwicklungsgeschichtlich von Belang | 09211710 |
|                                         | Mietvilla mit Einfriedung in Ecklage | Collenbuschstraße 22 (Karte)                                              | um 1910 (Mietvilla)                                                                           | ursprünglich zum Lahmannschen Sanatorium gehörig, repräsentativer Bau, Anklänge an Schweizerhausstil, mit Putzfassade und Zierfachwerk, ausgebautes, vielgestaltiges Dachgeschoss mit dekorativen Schwebegiebel, Erker, Loggien und Holzbalkone, baugeschichtlich und stadtentwicklungsgeschichtlich bedeutend | 09211711 |
|                                         | Villa, Seitengebäude (Gartenhaus) mit Anbau, Laube und Einfriedung | Collenbuschstraße 24 (Karte)                                              | 1883 (Villa)                                                                                  | schlichtes aber zugleich charakteristisches Villenanwesen um 1900, Wohngebäude durch markante verglaste Holzbalkone hervorgehoben, weitere Akzente mittels Klappläden, geraden Fensterbedachungen usw., Seitengebäude durch Fachwerk, Sandsteingewände, Farbgebung von malerischer Wirkung, als eine der älteren Villen auf dem Hirsch und als Zeugnis eines Umbaus durch den lokal bedeutsamen Architekten Max Herfurt baugeschichtlich, künstlerisch und stadtentwicklungsgeschichtlich von Wert | 09216941 |
|                                         | Mietvilla in Ecklage | Collenbuschstraße 25 (Karte)                                              | um 1910 (Mietvilla)                                                                           | markanter Bau im Reformstil der Zeit um 1910 mit zeittypischem, sparsamen Dekor, schlichter Putzfassade, Erkern, und hohem Mansarddach mit Zierfachwerktürmchen, baugeschichtlich und als Teil des Villenstadtteils Weißer Hirsch stadtentwicklungsgeschichtlich von Belang | 09211677 |
| Weitere Bilder                          | Der alte Hirsch | Collenbuschstraße 28 (Karte)                                              | um 1910 (Wohnhaus)                                                                            | Wohnhaus in offener Bebauung; mit Läden, zeittypischer Bau im Reformstil der Zeit um 1910 mit markanter, abgerundeter Ecke und flankierenden Erkern, Putzfassade mit zurückhaltendem Dekor, baugeschichtlich und als Teil des Villenstadtteils Weißer Hirsch stadtentwicklungsgeschichtlich von Belang | 09211772 |
| Weitere Bilder                          | Haus Jurk | Collenbuschstraße 30 (Karte)                                              | 1909-1910, bezeichnet 1910 (Wohnhaus)                                                         | Haus Jurk (auch Haus Marien-Eck) – Teil einer Wohnhausgruppe, in halboffener Bebauung; prägnanter Reformstilbau von Max Herfurt, auf dem Weißen Hirsch zwischen Geschäftsviertel und reiner Villenkolonie vermittelnd, Ecklage durch halbrunden Erker mit Turmaufbau und flankierende Erker mit großen Giebeln betont, Fassade belebt durch dezenten Putzdekor, verschieferte und verbretterte Partien, bautypologisch und als Teil des Villenstadtteils Weißer Hirsch stadtentwicklungsgeschichtlich von Belang (siehe auch Plattleite 49); Architekt: Max Herfurt. | 09211675 |
|                                         | Mietshaus in Ecklage und halboffener Bebauung | Collenbuschstraße 32 (Karte)                                              | 1892 (Mietshaus)                                                                              | mit Laden, schlichter, historisierender Putzbau mit Natursteinelementen, Lage durch verbrochene Ecke und Balkone betont, Teil des Geschäftszentrums des Villenstadtteils Weißer Hirsch, baugeschichtlich und stadtentwicklungsgeschichtlich bedeutend | 09211724 |
|                                         | Einfamilienhaus mit Garten und Einfriedung | Eichhörnchenweg 5 (Karte)                                                 | 1964 (Wohnhaus)                                                                               | für den Volkskammerpräsidenten der DDR Johannes Dieckmann errichtet, bemerkenswert moderner Privatwohnbau seiner Zeit, vor allem baugeschichtlich bedeutend | 09306316 |
|                                         | Mietvilla | Hainweg 1 (Karte)                                                         | 1911-1912 (Mietvilla)                                                                         | qualitätvoller, stark gestaffelter Villenbau mit Reform- und Jugendstilelementen, hauptsächlich geprägt durch hohes, ausgebautes Mansarddach und die komplexe Kubatur, schlichte Putzfassade mit Natursteingliederung, belebt mit Zierfachwerk, verschalte Bereiche und Ovalfenster, baugeschichtlich bedeutend und als Teil des Villenstadtteils Weißer Hirsch stadtentwicklungsgeschichtlich von Belang | 09211655 |
|                                         | Villa | Hainweg 3 (Karte)                                                         | um 1880/90 (Villa)                                                                            | zeittypischer Villenbau mit Anklängen an Schweizerhausstil um 1885 mit schlichter Putzfassade und dekorativen Schwebegiebeln, Brüstungsfeldern und Holzklappläden, Baukörper dominiert von Mittelrisalit, Erker und Zwerchhaus, baugeschichtlich bedeutend und als Teil des Villenstadtteils Weißer Hirsch stadtentwicklungsgeschichtlich von Belang | 09211656 |
|                                         | Villa mit überdachter Toreinfahrt und Nebengebäude | Hainweg 7 (Karte)                                                         | 1911-1912, bezeichnet 1911 (Villa)                                                            | qualitätvoller Villenbau mit Reform- und Jugendstilelementen, geprägt durch diverse Anbauten(Standerker, Eckerker, Turm), auffällige Einfahrt mit geschwungenem Dach, schlichte Putzfassade mit sparsamen Dekor und interessanten Reliefs, baugeschichtlich bedeutend und als Teil des Villenstadtteils Weißer Hirsch stadtentwicklungsgeschichtlich von Belang | 09211657 |
|                                         | Wohnhaus mit Einfriedung in offener Bebauung, mit Plastik eines Jägers an der Fassade | Heideflügel 9 (Karte)                                                     | 1937-1938 (Wohnhaus)                                                                          | zeittypischer, repräsentativer Wohnbau der 1930er Jahre in traditioneller Gestaltung mit Satteldach und Putzfassade mit grobem, prägenden Natursteinsockel, belebt durch Holzklappläden und gliedernde Balkenköpfe, baugeschichtlich bedeutend und stadtentwicklungsgeschichtlich von Belang | 09216781 |
|                                         | Wohnhaus mit Einfriedung in offener Bebauung | Heinrich-Cotta-Straße 9 (Karte)                                           | bezeichnet 1939 (Wohnhaus)                                                                    | zeittypisches Wohnhaus der 1930er Jahre in traditioneller Gestaltung mit Satteldach und Putzfassade mit Natursteinelementen, baugeschichtlich bedeutend und stadtentwicklungsgeschichtlich von Belang | 09216699 |
| Weitere Bilder                          | Einzeldenkmal der Sachgesamtheit Lahmanns Sanatorium: Männerbad/Herrenbad (Einzeldenkmal zu ID-Nr. 09303837) | Hermann-Hesse-Straße 2; 2a; 2b (Karte)                                    | 1892 (Männerbad/Herrenbad)                                                                    | Einzeldenkmal der Sachgesamtheit Lahmanns Sanatorium: Männerbad/Herrenbad; Teil einer großen ehemaligen Kureinrichtung am Rand der Dresdner Heide, bestehend aus einer Vielzahl unterschiedlicher Gebäude, historisierend (vor allem Neurenaissance und Schweizerstil) oder im Jugendstil, gesamte Anlage und ihre Bauten vor allem baugeschichtlich und ortsgeschichtlich sowie künstlerisch bedeutend, zudem singulär. | 09305873 |
| Weitere Bilder                          | Einzeldenkmale der Sachgesamtheit Lahmanns Sanatorium: Damenbad/Badehaus (Frieda-Bad) und Wandelgang, Hirschhaus, Doktorhaus (Einzeldenkmal zu ID-Nr. 09303837) | Hermann-Hesse-Straße 20; 22; 22a; 22b; 22c; 24; 24a; 24b; 24c; 26 (Karte) | 1866 - 1867 (Frieda-Bad, Hirschaus und Doktorhaus), 1907 (Wandelgang)                         | Einzeldenkmale der Sachgesamtheit Lahmanns Sanatorium: Damenbad/Badehaus (Frieda-Bad) und Wandelgang (1907) (Hermann-Hesse-Straße 22-24c), Hirschhaus (1866-1867) (Hermann-Hesse-Straße 26), Doktorhaus (1866-1867) (Hermann-Hesse-Straße 20); Teil einer großen ehemaligen Kureinrichtung am Rand der Dresdner Heide, bestehend aus einer Vielzahl unterschiedlicher Gebäude, historisierend (vor allem Neurenaissance und Schweizerstil) oder im Jugendstil, gesamte Anlage und ihre Bauten vor allem baugeschichtlich und ortsgeschichtlich sowie künstlerisch bedeutend, zudem singulär | 09305874 |
|                                         | Villa | Hermann-Prell-Straße 11 (Karte)                                           | Ende 19. Jh. (Villa)                                                                          | historisierender, repräsentativer Villenbau mit schlichter Putzfassade und gliedernden Natursteinelementen, neoklassizistische Gestaltung mit Lisenen und dominierendem Dreiecksgiebel, belebt von Loggien und Balkonen, baugeschichtlich und als Teil des Villenstadtteils Weißer Hirsch stadtentwicklungsgeschichtlich von Belang | 09211695 |
|                                         | Villa Elbblick | Hermann-Prell-Straße 14 (Karte)                                           | 1902-1903 (Villa)                                                                             | Villa mit Einfriedung in Ecklage; aufwändige, malerische Jugendstilvilla mit sehr bewegten Konturen, unregelmäßiger Bau mit überkuppeltem Eingang, konvex geführten Balkons, geschweiften Giebeln und zarten Reliefs, Musterbeispiel für reine Jugendstilformen, baugeschichtlich, bautypologisch, künstlerisch und als Teil des Villenstadtteils Weißer Hirsch stadtentwicklungsgeschichtlich von Belang | 09211693 |
|                                         | Mietvilla mit Einfriedung in Ecklage | Küntzelmannstraße 2 (Karte)                                               | 1903-1904 (Mietvilla)                                                                         | zeittypische repräsentative Jugendstilvilla mit ausladenden Balkonen in der abgefassten Ecke, Putzfassade mit sparsamen Dekor, hohes Mansarddach, Schweifgiebel, baugeschichtlich und als Teil des Villenstadtteils Weißer Hirsch stadtentwicklungsgeschichtlich von Belang | 09211686 |
|                                         | Mietvilla | Küntzelmannstraße 4 (Karte)                                               | 1897-1898 (Mietvilla)                                                                         | charakteristische zeittypische Villa mit Anklängen an Schweizerhausstil, vom Ende des 19. Jh. mit historisierender Gestaltung, dominiert von mittiger, dreistöckiger Veranda und Zierfachwerk, baugeschichtlich und als Teil des Villenstadtteils Weißer Hirsch stadtentwicklungsgeschichtlich von Belang | 09211689 |
|                                         | Mietvilla mit Einfriedung | Küntzelmannstraße 5 (Karte)                                               | 1901-1902 (Mietvilla)                                                                         | repräsentative Villa vom Anfang des 20. Jh., Anklänge an Schweizerhausstil, dominiert von variierenden, hölzernen Anbauten (Erker, Balkone, Veranden) und Zierfachwerk, baugeschichtlich und als Teil des Villenstadtteils Weißer Hirsch stadtentwicklungsgeschichtlich von Belang | 09211688 |
|                                         | Mietvilla | Küntzelmannstraße 6 (Karte)                                               | 1899 (Mietvilla)                                                                              | historisierender Klinkerbau mit Anklängen an den Schweizerstil mit Zierfachwerk, hölzernen Balkonen und Veranda, Schwebegiebel, baugeschichtlich und als Teil des Villenstadtteils Weißer Hirsch stadtentwicklungsgeschichtlich von Belang | 09211719 |
|                                         | Sanatorium Dr. Steinkühler; Villa Bismarck | Küntzelmannstraße 7 (Karte)                                               | 1896 (Villa)                                                                                  | Villa; malerischer Villenbau im Schweizerstil mit verbrettertem Giebel, Zierfachwerk und Fassadenmalerei, baugeschichtlich und als Teil des Villenstadtteils Weißer Hirsch stadtentwicklungsgeschichtlich von Belang. | 09211691 |
|                                         | Wohnhaus mit Einfriedung in offener Bebauung | Küntzelmannstraße 8 (Karte)                                               | um 1930 (Wohnhaus)                                                                            | traditioneller Wohnbau um 1930 mit schmuckloser Putzfassade und seitlicher Terrasse, baugeschichtlich und als Teil des Villenstadtteils Weißer Hirsch stadtentwicklungsgeschichtlich von Belang | 09211768 |
|                                         | Villa Sedan; Villa Elisabeth | Küntzelmannstraße 9 (Karte)                                               | 1892 (Mietvilla), 1899 (Hinterhaus)                                                           | Mietvilla mit Hintergebäude; ursprünglich zum Lahmannschen Sanatorium gehörig, historisierende Putzbauten, Villa mit Anklängen an Schweizerhausstil, mit aufwendigen hölzernen Balkonen und Veranden, Schwebegiebel, baugeschichtlich und als Teil des Villenstadtteils Weißer Hirsch stadtentwicklungsgeschichtlich von Belang | 09211720 |
|                                         | Wohnhaus mit Garage und Einfriedung in offener Bebauung | Küntzelmannstraße 10 (Karte)                                              | 1934-1935 (Wohnhaus)                                                                          | traditioneller Wohnbau der 1930er Jahre mit schmuckloser Putzfassade und straßenseitigem Erker, baugeschichtlich und als Teil des Villenstadtteils Weißer Hirsch stadtentwicklungsgeschichtlich von Belang | 09211674 |
|                                         | Villa Therese | Küntzelmannstraße 11b (Karte)                                             | 1895 (Villa)                                                                                  | Mietvilla mit Nebengebäude; ursprünglich eine der Lahmannschen Gästevillen, historisierender Putzbau, Anklänge an Schweizerhausstil, mit Zierfachwerk, hölzernen Veranden, Schwebegiebel, baugeschichtlich und als Teil des Villenstadtteils Weißer Hirsch stadtentwicklungsgeschichtlich von Belang | 09211673 |
|                                         | Villa mit Tor | Kurparkstraße 1 (Karte)                                                   | 1889-1890 (Villa)                                                                             | repräsentative, historisierende Villa mit Putzfassade, Natursteingliederung, weiter Dachüberstand und Zierfachwerk, mit Veranda und aufwändigem Holzbalkon, baugeschichtlich und als Teil des Villenstadtteils Weißer Hirsch stadtentwicklungsgeschichtlich von Belang | 09211659 |
|                                         | Villa in Ecklage | Kurparkstraße 2b (Karte)                                                  | um 1880 (Villa)                                                                               | historisierende, zweigeschossige Villa mit Putzfassade, Natursteingliederung, Eckquaderung und hölzerner Veranda, baugeschichtlich und als Teil des Villenstadtteils Weißer Hirsch stadtentwicklungsgeschichtlich von Belang | 09211638 |
|                                         | Villa Wald-Eck | Kurparkstraße 3 (Karte)                                                   | 1887-1888 (Villa)                                                                             | Villa mit Einfriedung in Ecklage; historisierende, zweigeschossige Villa mit Putzfassade, Natursteingliederung und hölzerner Veranda, baugeschichtlich und als Teil des Villenstadtteils Weißer Hirsch stadtentwicklungsgeschichtlich von Belang | 09211658 |
|                                         | Mietvilla mit Einfriedung in Ecklage | Kurparkstraße 8 (Karte)                                                   | 1905-1906 (Mietvilla)                                                                         | äußerst repräsentativer Villenbau mit Reform- und Jugendstilelementen, Putzfassade mit Natursteingliederung, Balkonen und Erkern, geprägt von hohem, ausgebautem Dach mit weitem Überstand, baugeschichtlich und als Teil des Villenstadtteils Weißer Hirsch stadtentwicklungsgeschichtlich von Belang | 09211642 |
|                                         | Küntzelmann-Villa | Lahmannring 1 (Karte)                                                     | 1875-1877 (Villa)                                                                             | Villa mit Einfriedung; zweigeschossige, historistische Villa mit Putzfassade, Natursteingliederung und vielfältigen Anbauten, Eingangsbereich als Portikus mit ionischen Säulen, baugeschichtlich und als Teil des Villenstadtteils Weißer Hirsch stadtentwicklungsgeschichtlich von Belang, außerdem personengeschichtlich von Bedeutung | 09211696 |
|                                         | Haus Johann Friedrich Lahmann (ehem.) | Lahmannring 2 (Karte)                                                     | 1907-1908 (Mietvilla)                                                                         | Mietvilla mit bauzeitlicher Ausstattung; repräsentativer Villenbau mit Putzfassade und Natursteingliederung, Jugendstil, Zierfachwerk, Balkone, baugeschichtlich und als Teil des Villenstadtteils Weißer Hirsch stadtentwicklungsgeschichtlich von Belang, außerdem personengeschichtlich von Bedeutung, Mansarde war Wohnsitz des Juristen und Kunstsammlers Johann Friedrich Lahmann (1858–1937). | 09211697 |
|                                         | Villa Olga; Villa Eschebach; Kurpension Donath | Lahmannring 3 (Karte)                                                     | 1895 (Villa)                                                                                  | Villa mit bauzeitlicher Ausstattung und Nebengebäude mit Einfriedung und Park; äußerst repräsentativer, malerischer Villenbau im Schweizerstil mit verbretterten Giebeln, Zierfachwerk und Fassadenmalerei, halbrunde Erker und Balkone, baugeschichtlich und als Teil des Villenstadtteils Weißer Hirsch stadtentwicklungsgeschichtlich von Belang. Sommersitz des Industriellen Carl Eschebach (1842–1905). | 09211698 |
|                                         | Wohnhaus | Lahmannring 5b (Karte)                                                    | 1936 (Wohnhaus)                                                                               | traditioneller Wohnbau der 1930er Jahre mit schmuckloser Putzfassade, Satteldach und Erkern, baugeschichtlich von Bedeutung | 09211701 |
|                                         | Villa Stettin; Haus Westfalen; Haus Romanow | Lahmannring 6 (Karte)                                                     | 1889 (Mietvilla)                                                                              | Mietvilla in Ecklage; historisierende Villa mit Putzfassade, Natursteingliederung und Anklängen an den Schweizerstil, Lage durch verbrochene Ecke und Turmanbau betont, baugeschichtlich und als Teil des Villenstadtteils Weißer Hirsch stadtentwicklungsgeschichtlich von Belang | 09211700 |
|                                         | Villa | Lahmannring 7 (Karte)                                                     | um 1912 (Villa)                                                                               | Reformstilarchitektur mit neobarocken und neoklassizistischen Anklängen, mit Putzfassade, Natursteingliederung und vielfältigen Anbauten, baugeschichtlich und als Teil des Villenstadtteils Weißer Hirsch stadtentwicklungsgeschichtlich von Belang | 09211702 |
|                                         | Villa mit Einfriedung | Lahmannring 9 (Karte)                                                     | 1914 (Villa)                                                                                  | repräsentatives Gebäude im Reformstil in neoklassizistischen und neobarocken Formen, architektonisch bedeutsamer Bau, auch künstlerisch von Belang | 09211703 |
|                                         | Pension Katharinenhof (ehem.) | Lahmannring 10 (Karte)                                                    | um 1890 (Mietvilla)                                                                           | Mietvilla mit Einfriedung; zweigeschossiger, historisierender Villa mit Putzfassade, Natursteingliederung und diversen Anbauten, Fassade stark geglättet, als Teil des Villenstadtteils Weißer Hirsch stadtentwicklungsgeschichtlich von Belang | 09211774 |
|                                         | Villa | Lahmannring 10b (Karte)                                                   | um 1905 (Villa)                                                                               | zeittypischer Villenbau in Ecklage, mit schlichter, geglätteter Putzfassade, Holzbalkonen, Windfang, prägendes hohes Mansarddach, baugeschichtlich und als Teil des Villenstadtteils Weißer Hirsch stadtentwicklungsgeschichtlich von Belang | 09211706 |
|                                         | Villa Paira | Lahmannring 11 (Karte)                                                    | 1913-1914 (Villa)                                                                             | Villa; Reformstilarchitektur, gestaffelter Baukörper mit Putzfassade, Natursteingliederung und vielfältigen Anbauten, baugeschichtlich und als Teil des Villenstadtteils Weißer Hirsch stadtentwicklungsgeschichtlich von Belang; Umbau von Architekt Max Herfurt | 09211704 |
|                                         | Mietvilla mit Nebengebäude | Lahmannring 12; 12a (Karte)                                               | um 1912 (Mietvilla)                                                                           | Gebäude im Reformstil mit hohem, ausgebauten Mansardwalmdach und Seitenrisalit, Putzfassade belebt von Holzklappläden, baugeschichtlich und als Teil des Villenstadtteils Weißer Hirsch stadtentwicklungsgeschichtlich von Belang | 09211640 |
|                                         | Villa | Lahmannring 14 (Karte)                                                    | 3. V. 19. Jh. (Villa)                                                                         | schlichtes Gebäude zur Villa umgebaut, Gründerzeit, Putzfassade mit akzentuierenden Klinkerflächen, Anklänge an Schweizerhausstil, mit Schwebegiebel, Zierfachwerk, Veranda und Holzbalkone, baugeschichtlich und als Teil des Villenstadtteils Weißer Hirsch stadtentwicklungsgeschichtlich von Belang | 09211758 |
|                                         | Villa Pfalzburg; Villa Dora | Lahmannring 15 (Karte)                                                    | 1899-1900 (Mietvilla)                                                                         | Mietvilla; Anklänge an Schweizerhausstil, mit weitem Dachüberstand, Satteldach, Zierfachwerk, Holzbalkonen und hölzernem Windfanghäuschen, baugeschichtlich und als Teil des Villenstadtteils Weißer Hirsch stadtentwicklungsgeschichtlich von Belang | 09211705 |
|                                         | Villa Heimburg | Lahmannring 16 (Karte)                                                    | 1910 (Mietvilla)                                                                              | Mietvilla; Reformstil mit Jugendstilelementen, geprägt von hohem Mansarddach, Erker, dezentem Stuckdekor, baugeschichtlich und als Teil des Villenstadtteils Weißer Hirsch stadtentwicklungsgeschichtlich von Belang | 09211759 |
| Weitere Bilder                          | Villa Urvasi | Lahmannring 17 (Karte)                                                    | 1912 (Gästehaus)                                                                              | Ehemaliges Gästehaus; bis 1940 durch das Lahmann-Sanatorium genutzt, markanter, langgestreckter Bau mit Fachwerk-Obergeschoss, Reformstilarchitektur von Max Herfurt, jedes Zimmer mit Balkon, bautypologisch und als Teil des Villenstadtteils Weißer Hirsch stadtentwicklungsgeschichtlich von Belang Bei einem Brand am 19. Juni 2022 wurde das Gebäude durch die Flammen und das Löschwasser schwer beschädigt. | 09211707 |
|                                         | Wohnhaus und Hinterhaus in offener Bebauung | Lahmannring 18a (Karte)                                                   | 1935 (Wohnhaus), um 1880 (Hinterhaus)                                                         | qualitätvoller Wohnbau der 1930er Jahre mit schmuckloser Putzfassade, Klinkersockel, Mansardwalmdach, Mittelrisalit und prägende, abgerundete Balkone, Ansicht belebt durch Holzklappläden, baugeschichtlich von Bedeutung | 09211762 |
| Weitere Bilder                          | Neues Kurbad | Lahmannring 19 (Karte)                                                    | 1906 (Kurhaus)                                                                                | Ehemaliges Kurhaus; langgestreckter Bau, markantes Beispiel der Bäderarchitektur Anfang des 20. Jahrhunderts, Putzfassade mit Natursteinsockel und hohem Mansardwalmdach, Reform- und Jugendstil, Erker und Balkone auf mächtigen Konsolen, baugeschichtlich und als Teil des Villenstadtteils Weißer Hirsch stadtentwicklungsgeschichtlich von Belang, platzbildprägend | 09211723 |
|                                         | Mietvilla mit Einfriedung | Lahmannring 29 (Karte)                                                    | um 1910 (Mietvilla)                                                                           | typisches Beispiel der durch versachlichte Baukörper mit hohen Dächern und wenigem, aber akzentuierenden Schmuck gekennzeichneten Reformarchitektur um 1910, Traufbretter mit dekorativer Gestaltung, baugeschichtlich und als Teil des Villenstadtteils Weißer Hirsch stadtentwicklungsgeschichtlich von Belang, platzbildprägend | 09211761 |
|                                         | Wohnhaus in offener Bebauung | Lahmannring 31 (Karte)                                                    | 1935-1936 (Wohnhaus)                                                                          | qualitätvoller Wohnbau der 1930er Jahre mit schmuckloser Putzfassade, Klinkersockel, Mansardwalmdach, Mittelrisalit und prägende, abgerundete Balkone, Ansicht belebt durch Holzklappläden, baugeschichtlich von Bedeutung | 09211760 |
|                                         | Villa Waldblick: Villa in Ecklage | Lehnertstraße 2 (Karte)                                                   | um 1900 (Villa)                                                                               | repräsentativer Bau, Anklänge an Schweizerhausstil mit weitem Dachüberstand, Satteldach, Zierfachwerk und dominierenden Holzveranden, baugeschichtlich und als Teil des Villenstadtteils Weißer Hirsch stadtentwicklungsgeschichtlich von Belang | 09211699 |
|                                         | Villa Mathilde | Lehnertstraße 4 (Karte)                                                   | 1895 (Mietvilla)                                                                              | Mietvilla bzw. Pension in Ecklage; ursprünglich Teil von Lahmanns Sanatorium, Umbau 1908 durch Max Herfurt zu einem charakteristischer Mietvillenbau der Reformstilarchitektur um 1910 mit hohem Mansardwalmdach, dominierenden Giebeln und zurückhaltendem, akzentuierendem Schmuck, baugeschichtlich und als Teil des Villenstadtteils Weißer Hirsch stadtentwicklungsgeschichtlich von Belang | 09211672 |
|                                         | Mietvilla | Lehnertstraße 6 (Karte)                                                   | um 1900 (Mietvilla)                                                                           | schlichter, historisierender Mietvillenbau, mit Schwebegiebel und Holzveranden, baugeschichtlich und als Teil des Villenstadtteils Weißer Hirsch stadtentwicklungsgeschichtlich von Belang | 09211743 |
|                                         | Mietvilla mit Einfriedung | Lehnertstraße 8 (Karte)                                                   | 1911 (Mietvilla)                                                                              | zeittypischer Mietvillenbau im Reformstil von Max Herfurt, mit hohem Mansardwalmdach und Zierfachwerk, dominierenden Giebeln und zurückhaltendem, akzentuierendem Schmuck, baugeschichtlich und als Teil des Villenstadtteils Weißer Hirsch stadtentwicklungsgeschichtlich von Belang | 09211671 |
|                                         | Haus Bräuer | Luboldtstraße 2 (Karte)                                                   | 1913 (Mietvilla)                                                                              | Mietvilla in Ecklage; qualitätvoller Mietvillenbau im Reformstil mit hohem Mansardwalmdach, variierenden Erkern und sparsamen Dekor, baugeschichtlich und als Teil des Villenstadtteils Weißer Hirsch stadtentwicklungsgeschichtlich von Belang | 09211769 |
|                                         | Pfarrhaus Weißer Hirsch | Luboldtstraße 11 (Karte)                                                  | um 1910 (Pfarrhaus)                                                                           | Pfarrhaus in Ecklage; schlichter, zweigeschossiger Putzbau um 1910, dominiert von verglasten Holzveranden, baugeschichtlich und als Teil des Villenstadtteils Weißer Hirsch stadtentwicklungsgeschichtlich von Belang | 09211771 |
|                                         | St. Hubertus | Luboldtstraße 11b (Karte)                                                 | 1909-1911 (Mietvilla)                                                                         | Mietvilla mit Einfriedung in Ecklage; zeittypischer Mietvillenbau im Reformstil von Max Herfurt, mit hohem Mansardwalmdach und verschieferten Partien, dominierenden Giebeln, Erkern und Loggien, sparsames Dekor, baugeschichtlich und als Teil des Villenstadtteils Weißer Hirsch stadtentwicklungsgeschichtlich von Belang | 09211753 |
|                                         | Schulgebäude | Luboldtstraße 15 (Karte)                                                  | bezeichnet 1876 (Schule)                                                                      | Schulgebäude; historistischer Putzbau mit Mittelrisalit und Natursteingliederung, baugeschichtlich und stadtteilgeschichtlich bedeutend; ehemalige 59. Volksschule, nach 1990 Außenstelle der Schule zur Lernförderung A.S. „Makarenko“ | 09211754 |
|                                         | Mietvilla | Luboldtstraße 17 (Karte)                                                  | 1887 (Mietvilla)                                                                              | zeittypischer, historisierender Putzbau mit Natursteingliederung, geprägt von hölzernen Verandaanbauten, baugeschichtlich und als Teil des Villenstadtteils Weißer Hirsch stadtentwicklungsgeschichtlich von Belang | 09211757 |
|                                         | Gemeindeamt Weißer Hirsch (ehem.) | Luboldtstraße 24 (Karte)                                                  | 1894 (Gemeindeamt)                                                                            | Ehemaliges Gemeindeamt mit Einfriedung in Ecklage; ab 1903 wohl vor allem Wohnhaus, markanter historisierender Bau, mit weiten Dachüberständen und hölzernen Ziergiebeln in Anlehnung an den Schweizerhausstil gestaltet, baugeschichtlich und ortsgeschichtlich bedeutend | 09211755 |
|                                         | Mietshaus in halboffener Bebauung in Ecklage | Luboldtstraße 28 (Karte)                                                  | 1910 (Mietshaus)                                                                              | mit Läden, prägnanter Reformstilbau von Max Herfurt, auf dem Weißen Hirsch zwischen Geschäftsviertel und reiner Villenkolonie vermittelnd, Ecklage durch halbrunden Erker betont, dominierende Giebel und Erker, zurückhaltender, akzentuierender Putzdekor, baugeschichtlich und stadtentwicklungsgeschichtlich von Belang | 09211756 |
|                                         | Mietshaus in geschlossener Bebauung und Ecklage | Luboldtstraße 30 (Karte)                                                  | 1894 (Mietshaus)                                                                              | mit Läden, zeittypischer Klinker-Werkstein-Putzbau von 1894 mit historisierenden Elementen, Lage durch verbrochene Ecke und Turmaufbau betont, Teil des Geschäftszentrums des Villenstadtteils Weißer Hirsch, stadtentwicklungsgeschichtlich und baugeschichtlich bedeutend | 09211730 |
|                                         | Golfklubhaus (ehem.) | Nachtflügelweg 25 (Karte)                                                 | 1930-1931 (Vereinshaus)                                                                       | Klubgebäude; markanter Bau, Werk von Wilhelm Kreis, dem Zeitgeist entsprechend mit Flachdach, einfachen Formen und strenger Funktionalität, baugeschichtlicher Zeugniswert für die Architektur des Neuen Bauens in Dresden; Bühlauer Waldgärten | 09211766 |
|                                         | Mietvilla mit Einfriedung | Plattleite 35 (Karte)                                                     | 1903-1904 (Mietvilla)                                                                         | Anklänge an Schweizerhausstil mit weitem Dachüberstand, prägende Zierfachwerkgiebel, Holzveranden und Windfanghäuschen, baugeschichtlich und als Teil des Villenstadtteils Weißer Hirsch stadtentwicklungsgeschichtlich von Belang | 09211708 |
|                                         | Ehemaliges Remisen- und Stallgebäude mit Luftkurhütte (Gartenhaus) und Vase | Plattleite 39 (Karte)                                                     | um 1890 (Remisengebäude), 1902 (Gartenhaus)                                                   | vormals zur Villa Stangestraße 2 gehörend, zeittypisches Remisengebäude im Schweizerhausstil um 1890 mit schlichter Putzfassade und dekorativen Verbretterungen, Zierfachwerk, Schwebegiebeln und Brüstungen, baugeschichtlich bedeutend und als Teil des Villenstadtteils Weißer Hirsch stadtentwicklungsgeschichtlich von Belang, Luftkurhütte zudem mit kulturgeschichtlicher Bedeutung | 09211685 |
|                                         | Mietvilla | Plattleite 45 (Karte)                                                     | 1900 (Mietvilla)                                                                              | zeittypischer Mietvillenbau mit schlichter Putzfassade, Verbretterung, Mittelrisalit und Jugendstilanklängen, sparsamer Putzdekor, baugeschichtlich bedeutend und als Teil des Villenstadtteils Weißer Hirsch stadtentwicklungsgeschichtlich von Belang | 09211722 |
|                                         | Mietvilla | Plattleite 48 (Karte)                                                     | 1911 (Mietvilla)                                                                              | qualitätvoller Mietvillenbau im Reformstil um 1910 mit hohem Mansardwalmdach, Erker und sparsamen, akzentuierendem Dekor, baugeschichtlich und als Teil des Villenstadtteils Weißer Hirsch stadtentwicklungsgeschichtlich von Belang | 09211709 |
|                                         | Wohnhaus Heide-Blick | Plattleite 49 (Karte)                                                     | 1909-1910 und bezeichnet 1910 (Teil eines Doppelwohnhauses)                                   | Teil einer Wohnhausgruppe, in halboffener Bebauung, mit seitlichem Torbogen und angebauter Vitrine; prägnanter Reformstilbau von Max Herfurt, auf dem Weißen Hirsch zwischen Geschäftsviertel und reiner Villenkolonie vermittelnd, Lage durch verbrochene Ecke und Erker betont, Fassade belebt durch dezenten Putzdekor, verschieferte und verbretterte Partien, bautypologisch und als Teil des Villenstadtteils Weißer Hirsch stadtentwicklungsgeschichtlich von Belang (siehe auch Collenbuschstraße 30) | 09211676 |
|                                         | Mietvilla mit Einfriedung | Plattleite 50 (Karte)                                                     | 1907-1908 (Mietvilla)                                                                         | markanter Bau der versachlichten Architektur nach 1900 mit zurückhaltend, aber wirkungsvoll eingesetzten Fassadenelementen, auffällig die neoklassizistische Lisenengliederung des straßenseitigen Giebels, Belebung durch Jugendstilmotive wie Ovalfenster und Farbglasfenster, innen noch die Ausstattung aus der Entstehungszeit, vermutlich auch originale Raumfassungen unter neuerem Anstrich, baugeschichtlich bedeutend zudem als Teil des Weißen Hirschs stadtentwicklungsgeschichtlich von Belang | 09218348 |
|                                         | Mietshaus in Ecklage und halboffener Bebauung | Plattleite 51 (Karte)                                                     | 1892 (Teil eines Doppelmietshaus)                                                             | mit Laden, schlichter, historisierender Putzbau mit Natursteinelementen, Lage durch verbrochene Ecke, Turmaufbau und Balkone betont, Teil des Geschäftszentrums des Villenstadtteils Weißer Hirsch, baugeschichtlich und stadtentwicklungsgeschichtlich bedeutend | 09211679 |
|                                         | Villa Südheim | Plattleite 56 (Karte)                                                     | 1909 (Villa)                                                                                  | Villa; qualitätvoller Villenbau mit Reformstilelementen, hauptsächlich geprägt durch hohes, ausgebautes Mansardwalmdach, dominierende Giebel und diverse Erker, schlichte Putzfassade mit Natursteingliederung, belebt durch sparsamen Dekor, Ovalfenster usw., baugeschichtlich bedeutend und als Teil des Villenstadtteils Weißer Hirsch stadtentwicklungsgeschichtlich von Belang | 09211684 |
|                                         | Mietvilla mit Pavillon und Einfriedung | Plattleite 58 (Karte)                                                     | 2. Hälfte 19. Jh. (Mietvilla)                                                                 | gestaffelter, historisierender Mietvillenbau mit schlichter Putzfassade, Neorenaissance, baugeschichtlich bedeutend und als Teil des Villenstadtteils Weißer Hirsch stadtentwicklungsgeschichtlich von Belang | 09211683 |
|                                         | Mietvilla mit Einfriedung | Plattleite 60 (Karte)                                                     | 1888 (Mietvilla)                                                                              | zeittypischer, 1913 umgebauter Mietvillenbau mit schlichter Putzfassade, Mansarddach und repräsentativem Gartenzugang, Erker und Holzveranden, baugeschichtlich bedeutend und als Teil des Villenstadtteils Weißer Hirsch stadtentwicklungsgeschichtlich von Belang | 09211682 |
|                                         | Villa Zu den Linden | Plattleite 62 (Karte)                                                     | um 1905 (Villa)                                                                               | Villa; markanter Villenbau im Reformstil von Max Herfurt, geprägt von auffälligem Dekor mit einer Art rustizierten Lisenen, variierenden Loggien und Holzeckerkern, baugeschichtlich und als Teil des Villenstadtteils Weißer Hirsch stadtentwicklungsgeschichtlich von Belang | 09211681 |
|                                         | Wohnhaus in halboffener Bebauung in Ecklage | Plattleite 66 (Karte)                                                     | bezeichnet 1905 (Mietshaus)                                                                   | rückwärtiges Wohnhaus mit Laden zum ehemaligen Pensionsgebäude Plattleite 68, prägnanter Reformstilbau von Max Herfurt, auf dem Weißen Hirsch zwischen Geschäftsviertel und reiner Villenkolonie vermittelnd, Lage durch repräsentativen Erker betont, dominierende Giebel, baugeschichtlich und als Teil des Villenstadtteils Weißer Hirsch stadtentwicklungsgeschichtlich von Belang | 09211680 |
|                                         | Café Wachendorf | Plattleite 68 (Karte)                                                     | um 1900 (Mietshaus)                                                                           | Ehemaliges Pensionsgebäude mit Café und Ladenfanbau in Ecklage; charakteristischer, historisierender Bau mit Klinker-Werkstein-Fassade, Lage durch verbrochene Ecke, Giebel und Türmchen betont, Teil des Geschäftszentrums des Villenstadtteils Weißer Hirsch, baugeschichtlich und stadtentwicklungsgeschichtlich bedeutend | 09218744 |
|                                         | Teil eines Doppelmietshauses in Ecklage und offener Bebauung | Rißweg 27b (Karte)                                                        | bezeichnet 1910 (Teil eines Doppelmietshauses)                                                | markanter Wohnbau im Reformstil von Max Herfurt, geprägt von hohem Mansardwalmdach, variierenden Erkern und Ziergiebeln, siehe auch Wolfshügelstraße 15, baugeschichtlich und stadtentwicklungsgeschichtlich von Belang | 09211721 |
|                                         | Mietvilla | Rißweg 33 (Karte)                                                         | 1896-1900 (Mietvilla)                                                                         | zeittypischer, historisierender Putzbau mit Natursteingliederung, hölzerne Verandaanbauten, baugeschichtlich und stadtentwicklungsgeschichtlich von Belang | 09211767 |
|                                         | Mietvilla | Rißweg 49 (Karte)                                                         | 1906 (Mietvilla)                                                                              | schlichter, zeittypischer Putzbau mit ausgebautem Mansarddach, Mittelrisalit und Schweifgiebel, Jugendstilanklänge, baugeschichtlich und stadtentwicklungsgeschichtlich von Belang | 09211764 |
| Direkt Bild zu diesem Denkmal hochladen | Ehemalige Tischlereiwerkstatt | Rißweg 53 (Karte)                                                         | 1909 (Tischlerei)                                                                             | gestalterisch hervorgehobener Handwerksbau des lokal bedeutsamen Architekten Max Herfurt, baugeschichtlich bedeutend | 09211763 |
|                                         | Wohnhaus in offener Bebauung | Rißweg 55 (Karte)                                                         | 2. Hälfte 19. Jh. (Wohnhaus)                                                                  | historisierender Wohnhausbau mit schlichter Putzfassade und hölzernem Verandaanbau, baugeschichtlich und stadtentwicklungsgeschichtlich von Belang | 09211746 |
|                                         | Mietshaus in Ecklage und halboffener Bebauung | Rißweg 61 (Karte)                                                         | bezeichnet 1904 (Mietshaus)                                                                   | mit Laden, charakteristischer historisierender Bau mit Putz-Werkstein-Fassade von 1904, Lage durch verbrochene Ecke, Erker und Türmchen betont, Teil des Geschäftszentrums des Villenstadtteils Weißer Hirsch, baugeschichtlich und stadtentwicklungsgeschichtlich bedeutend | 09211745 |
| Direkt Bild zu diesem Denkmal hochladen | Waldfrieden | Silberweg 1 (Karte)                                                       | 1912 (Pension)                                                                                | Ehemalige Pension; zeittypischer, schlichter Wohnhausbau, mit Putzfassade und Natursteingliederung, hohes Mansardwalmdach, geprägt von markanten Holzveranden, baugeschichtlich und als Teil des Villenstadtteils Weißer Hirsch stadtentwicklungsgeschichtlich von Belang | 09211653 |
|                                         | Wohnhaus in offener Bebauung | Silberweg 1a (Karte)                                                      | bezeichnet 1930 (Wohnhaus)                                                                    | für die Zeit typische, traditionelle Gestaltung mit Mansardwalmdach und verputzen Fassaden, Hauseingang und Treppenhaus auffällig risalitartig betont, baugeschichtlich und stadtentwicklungsgeschichtlich bedeutend | 09211639 |
|                                         | Villa Waldesruh | Silberweg 2 (Karte)                                                       |                                                                                               | Ehemaliges Pensionsgebäude; zeittypischer Putzbau mit hohem, ausgebautes Mansarddach und Mittelrisalit, fast schmucklos, baugeschichtlich und stadtentwicklungsgeschichtlich bedeutend Datierung | 09211637 |
|                                         | Mietvilla | Silberweg 6 (Karte)                                                       | um 1908 (Mietvilla)                                                                           | markanter Villenbau im Reformstil, vermutlich von Max Herfurt, Putzfassade belebt durch variierende Fensterformen, geprägt von auffällig hohem Mansardwalmdach und Erkern mit verbretterten Bereichen, baugeschichtlich und als Teil des Villenstadtteils Weißer Hirsch stadtentwicklungsgeschichtlich von Belang | 09211654 |
| Weitere Bilder                          | Ev.-luth. Kirche Weißer Hirsch | Stangestraße 1 (Karte)                                                    | 1889 (Kirche)                                                                                 | Kirche; im skandinavischen Stil nach dem Vorbild der norwegischen Stabkirche Wang, baugeschichtlich, ortsgeschichtlich und stadtentwicklungsgeschichtlich bedeutend. | 09211752 |
|                                         | Villa Pekrun | Stangestraße 2 (Karte)                                                    | um 1880 (Villa)                                                                               | Villa; sehr schöner zweigeschossiger Bau mit jeweils zwei Fensterachsen und teils gezahnter, teils gerader Eckquaderung, Balkonbrüstung, Säulenpilaster am Loggiaanbau, Pergola am Hauseingang, baugeschichtlich und als Teil des Villenstadtteils Weißer Hirsch stadtentwicklungsgeschichtlich von Belang, Wohnhaus des Bankiers, Pomologen und Fachbuchautors Arthur Pekrun (1852–1940). | 09211667 |
| Weitere Bilder                          | Einzeldenkmal der Sachgesamtheit Lahmanns Sanatorium: Villa Heinrichshof (Einzeldenkmal zu ID-Nr. 09303837) | Stechgrundstraße 1 (Karte)                                                | bezeichnet 1896 (Villa)                                                                       | Einzeldenkmal der Sachgesamtheit Lahmanns Sanatorium: Villa Heinrichshof; repräsentative Wohnstätte der Familie Lahmann, unmittelbar neben den Sanatoriumsgebäuden gelegen, prachtvoller, historisierender Bau mit reich verzierter Fassade, ausgebautem, vielgestaltigen Dachgeschoss mit malerischer Fachwerkzier, polygonalem Erker mit Kupferhaube und kleinem Dachreiter, eines der bemerkenswertesten Dresdner Wohnbauten des ausgehende 19. Jahrhundert im so genannten Altdeutschen Stil, baugeschichtlich bedeutend, des Weiteren mit seiner reizvollen Gestaltung künstlerisch wertvoll und als Lahmannwohnsitz personengeschichtlich von Belang, ehem. Wohnhaus der Familie Lahmann, benannt nach Heinrich Lahmann (1860–1905). | 09211649 |
|                                         | Haus Emma | Stechgrundstraße 2 (Karte)                                                | 1904 (Villa)                                                                                  | Villa mit Einfriedung; heute Hotel, bewegter Baukörper mit Anklängen an Historismus und Jugendstil, ehedem zum Parkhotel gehörend, baugeschichtlich und als Teil des Villenstadtteils Weißer Hirsch stadtentwicklungsgeschichtlich von Bedeutung | 09211650 |
|                                         | Mietvilla mit Einfriedung | Wolfshügelstraße 1 (Karte)                                                | 1906 (Mietvilla)                                                                              | markanter, gestalterisch qualitätvoller Bau der Reformarchitektur nach 1900, baugeschichtlich und künstlerisch bedeutend, als Teil des Villenstadtteils Weißer Hirsch stadtentwicklungsgeschichtlich von Belang | 09211692 |
|                                         | Villa Regia | Wolfshügelstraße 2 (Karte)                                                | 1902 (Villa)                                                                                  | Villa mit Einfriedung in Ecklage; typische Jugendstilarchitektur, baugeschichtlich und als Teil des Villenstadtteils Weißer Hirsch stadtentwicklungsgeschichtlich von Belang | 09211694 |
|                                         | Mietvilla mit Einfriedung in Ecklage | Wolfshügelstraße 3 (Karte)                                                | um 1895 (Mietvilla)                                                                           | repräsentativer Villenbau, Anklänge an Schweizerhausstil, mit Klinkerfassade und Zierfachwerk im Dachgeschoss, Schwebegiebel und Holzveranden, baugeschichtlich und als Teil des Villenstadtteils Weißer Hirsch stadtentwicklungsgeschichtlich von Belang | 09211716 |
|                                         | Mietvilla mit Einfriedung in Ecklage | Wolfshügelstraße 4 (Karte)                                                | 1899 (Mietvilla)                                                                              | historisierender Villenbau mit Klinkerfassade und Zierfachwerk im Dachgeschoss, Schwebegiebel und Holzbalkone, Lage durch Eckerker und Turmaufbau betont, baugeschichtlich und als Teil des Villenstadtteils Weißer Hirsch stadtentwicklungsgeschichtlich von Belang | 09211690 |
|                                         | Mietvilla mit Einfriedung | Wolfshügelstraße 5 (Karte)                                                | 1898 (Mietvilla)                                                                              | repräsentativer Villenbau, Anklänge an Schweizerhausstil, mit Klinkerfassade und Zierfachwerk im Dachgeschoss, dominierende Schwebegiebel, Holzbalkone und -veranden, baugeschichtlich und als Teil des Villenstadtteils Weißer Hirsch stadtentwicklungsgeschichtlich von Belang | 09211715 |
|                                         | Mietvilla mit Einfriedung | Wolfshügelstraße 8 (Karte)                                                | um 1895 (Mietvilla)                                                                           | historisierender Mietvillenbau mit Anklängen an den Schweizerhausstil mit Putzfassade, Schwebegiebel und Holzveranden, baugeschichtlich und als Teil des Villenstadtteils Weißer Hirsch stadtentwicklungsgeschichtlich von Belang | 09211717 |
|                                         | Villa Abendstern | Wolfshügelstraße 10 (Karte)                                               | 1896 (Villa)                                                                                  | Villa mit Einfriedung; repräsentativer und historisierender Villenbau, Anklänge an Schweizerhausstil, mit Putzfassade und Fassadenmalerei, variierende Schwebegiebel und Holzveranden, baugeschichtlich und als Teil des Villenstadtteils Weißer Hirsch stadtentwicklungsgeschichtlich von Belang | 09211775 |
|                                         | Teil eines Doppelmietshauses in offener Bebauung | Wolfshügelstraße 15 (Karte)                                               | bezeichnet 1910 (Teil eines Doppelmietshauses)                                                | markanter Wohnbau im Reformstil von Max Herfurt, geprägt von hohem Mansardwalmdach und verschiefertem Giebel, variierenden Erkern und Zierfachwerk, siehe auch Rißweg 27b, baugeschichtlich und stadtentwicklungsgeschichtlich von Belang | 09211714 |

## Ehemalige Kulturdenkmale
| Bild                                    | Bezeichnung             | Lage                           | Datierung | Beschreibung                                                                          | ID |
| --------------------------------------- | ----------------------- | ------------------------------ | --------- | ------------------------------------------------------------------------------------- | -- |
|                                         | Wohnhaus                | Bautzner Landstraße 14 (Karte) |           | Wohnhaus in halboffener Bebauung (im hinteren Teil des Grundstücks) , 2017 abgerissen |    |
|                                         | Wohn- und Geschäftshaus | Bautzner Landstraße 16 (Karte) |           | Wohnhaus in geschlossener Bebauung, 2017 abgerissen                                   |    |
| Direkt Bild zu diesem Denkmal hochladen | Luftkurhütte            | Collenbuschstraße 20 (Karte)   |           | eingeschossiger Bau mit Fachwerk                                                      |    |
|                                         | Villa                   | Lahmannring 10a (Karte)        |           |                                                                                       |    |
|                                         | Villa                   | Stangestraße 1b (Karte)        |           |                                                                                       |    |
|                                         | Villa                   | Stangestraße 2a (Karte)        |           |                                                                                       |    |

## Ausführliche Denkmaltexte
1. ↑  
Sachgesamtheit Lahmanns Sanatorium mit den Einzeldenkmalen: Männerbad/Herrenbad (1892, 1898, bez. 1904) (Hermann-Hesse-Straße 2-2b), Damenbad/Badehaus (Frieda-Bad) und Wandelgang (1907) (Hermann-Hesse-Straße 22-24c), Heinrichshof (bez. 1896) (Stechgrundstraße 1), Pensionshaus, möglicherweise so genanntes Dresdner Haus (1892), Poststube/Büroräume (um 1910), Haupthaus (1892), Inhallatorium, Hirschhaus (1866-1867) (Hermann-Hesse-Straße 26), Damenmassage, Doktorhaus (1866-1867) (Hermann-Hesse-Straße 20), alte Eingangshalle (um 1910), Bibliothek/Garderobe (Gesellschaftshaus), alter Speisesaal (1904), neuer Speisesaal (1907), Glashalle, Herrenmassage, Wandelgang zur Bautzner Landstraße (1912), Heizhaus und Wirtschaftsgebäude (1903) (ID-Nr. 09211651, Bautzner Straße - ID-Nr. 09305873, Hermann-Hesse-Straße 2-2b - ID-Nr. 09305874, Hermann-Hesse-Straße 20-26 und ID-Nr. 09211649, Stechgrundstraße 1, Heinrichshof) sowie Baumbestand, Stützmauern, Treppenanlagen und der Fläche zwischen den Gebäuden (Sachgesamtheitsteile); große ehemalige Kureinrichtung des Arztes Heinrich Lahmann (1860–1905) am Rand der Dresdner Heide, bestehend aus einer Vielzahl unterschiedlicher Gebäude, historisierend (vor allem Neurenaissance und Schweizerstil) oder im Jugendstil, gesamte Anlage vor allem baugeschichtlich und ortsgeschichtlich sowie künstlerisch bedeutend, zudem singulär.
2. ↑  
Der 1910/11 in Shanghai, nach Entwürfen des in Tsingtao (heute Qingdao) ansässigen Architekten Curt Rothkegel, gefertigte so genannte „Chinesische Pavillon“ war offizieller Beitrag des kaiserlichen China zur Internationalen Hygieneausstellung in Dresden. Es handelte sich hierbei ihrem Inhalt nach um eine Weltausstellung, die im Kontext mit der – im späten neunzehnten und frühen zwanzigsten Jahrhundert von Europa und hier maßgeblich auch von Deutschland ausgehenden – „Lebensreform“-Bewegung stand. Dresden nahm an dieser Entwicklung wesentlich, ja mit Einzelprojekten wegweisend teil. Es sei hier neben der genannten ersten, weltweit beachteten Internationalen Hygieneausstellung im Jahre 1911 an die ebenfalls internationales Aufsehen erregende Garten-stadt Dresden-Hellerau oder auch an das Lahmann-Sanatorium auf dem Weißen Hirsch in Dresden als weit über die Grenzen Deutschlands hinaus bekannte Kureinrichtung der „ganzheitlichen“ Medizin erinnert. Der Veranstalter der „Hygieneausstellung“ verfolgte dabei das anspruchsvolle Ziel „ein umfassendes Gesamtbild der Hygiene aller Völker und Zeiten“ und „ein abgeschlossenes Weltbild der Hygiene der Menschheit vorzuführen.“ Unter dem Begriff Hygiene wurden dabei die Ernährung, die Körperpflege und Kleidung sowie Leibesübungen und die – eine gesunde Lebensweise erst ermöglichenden – Wohnverhältnisse verstanden.  Die Teilnahme Chinas und Japans als bedeutende Kulturnationen wurde gerade vor dem Hintergrund der Ausstellungsthematik und der großen Tradition beider Länder auf diesem Gebiet als wesentliche Bereicherung empfunden. Aber auch für die kaiserlich chinesische Regierung, die – angeregt durch Japan – gerade im Begriff war, sich stärker dem Westen gegenüber zu öffnen, war die Teilnahme an dieser den Zeitgeist offenkundig in besonderer Weise reflektierenden und zugleich zukunftsweisenden Ausstellung ein wichtiges Anliegen.  Nach Abschluss der Hygieneausstellung erwarb das 1922 nach Dresden eingemeindete und durch das bereits erwähnte Sanatorium Dr. Lahmann prosperierende Kurbad Weißer Hirsch den kaiserlichen Staatspavillon für 8.500 Reichsmark und versetzte ihn 1912 in den unmittelbar an die Kuranlagen angrenzenden „Rathausgarten“ als städtebaulichen Abschluss und Akzent. Der Neuaufbau erfolgte unter der Leitung des Architekten Ferdinand Schaeffer, die Ausführung lag in den Händen des Baumeisters Max Müller. Auf ein den Geländeverhältnissen angepasstes Sockelgeschoss, nach Entwurf von Schaeffer, aufgesetzt, diente die Schauhalle ab dem Sommer 1912 als Lesecafé (u. a. 50 in- und ausländische Tageszeitungen und 30 Periodika) sowie als Trinkhalle mit angeschlossenen Gartenplätzen für den als internationale Adresse etablierten Kurort vor den Toren der sächsischen Residenzstadt Dresden.  Der Pavillon ist heute das einzig erhaltene Gebäude der ersten Hygieneweltausstellung und somit bedeutender nationaler und internationaler Sachzeuge einer wichtigen Phase der „Lebensreform“-Be-wegung in Deutschland zu Beginn des zwanzigsten Jahrhunderts. Der im Auftrag des Kaiserhauses gefertigte Pavillon ist dabei als fünfschiffiger, chinesischer Hallenbau mit Umgang angelegt und durch ein zum Innenraum hin offenes Fußwalmdach (xieshan = ruhender Berg) mit eher seltenem gerundetem First überfangen. An seiner der Eingangsfront gegenübergelegenen Längsseite bereichert ein polygonal geschnittener, durch ein helmartig geschwungenes Dach abgeschlossener Bau die Gesamtkonzeption des eher kleinen Gebäudes. Es kommt so zu einer Durchdringung der beiden traditionellen Bautypen der oblongen Halle (tang) und des Oktogons bzw. Pavillons (ting) in achsensymmetrischer Gestalt. Der charakteristische, in traditioneller chinesischer Manier abgebundene Ständerbau wurde dabei nachweislich in China (Shanghai) gefertigt, dann wieder zerlegt und nach Dresden gebracht. Es handelt sich insofern um keine europäische Interpretation ostasiatischer Architektur, sondern um ein original chinesisches Bauwerk. Es stellt – auch unter Berücksichtigung der Einbindung in den heutigen städtebaulichen Kontext – ein wesentliches Glied in der Geschichte der Rezeption chinesischer Kultur in Sachsen und Deutschland dar. Gerade Dresden mit seinen Sammlungen und Großbauten des achtzehnten Jahrhunderts darf dabei als besonderer Ort einer europäischen „China-Begeisterung“ gelten. Der kaiserlich chinesische Pavillon zu Dresden ist heute die einzig erhaltene originale chinesische Architektur der späten Kaiserzeit im Freistaat Sachsen und nach bisheriger Kenntnis auch in der Bundesrepublik Deutschland. Dies gilt jedenfalls für genutzte, in ein landschaftliches bzw. städtebauliches Gefüge integrierte, eigenständige Bauwerke – mit hoher Wahrscheinlichkeit aber auch für museale Ausstellungsgüter vergleichbarer Dimension.